# Bonaventure Kalou
Bonaventure Kalou, född 12 januari 1978 i Oumé, är en ivoriansk före detta fotbollsspelare, som spelade som anfallare. Han börjar spela för Excelsior Rotterdam i det nederländska division 2, och sen köptes han av Feyenoord, från samma stad, där han spelade sex säsonger. Under säsongerna 2003/2004 och 2004/2005, spelade han för AJ Auxerre. Under juni 2005 överfördes han till Paris Saint-Germain. Kalou spelade sin första landskamp den 9 januari mot Egypten 2000. Den matchen vann Elfenbenskusten med 2-0.
Han spelade i FIFA World Youth Championship 1997 och blev utvald i Elfenbenskustens trupp i Världsmästerskapet i fotboll 2006.
Hans bror, Salomon Kalou, spelar för Lille OSC. 

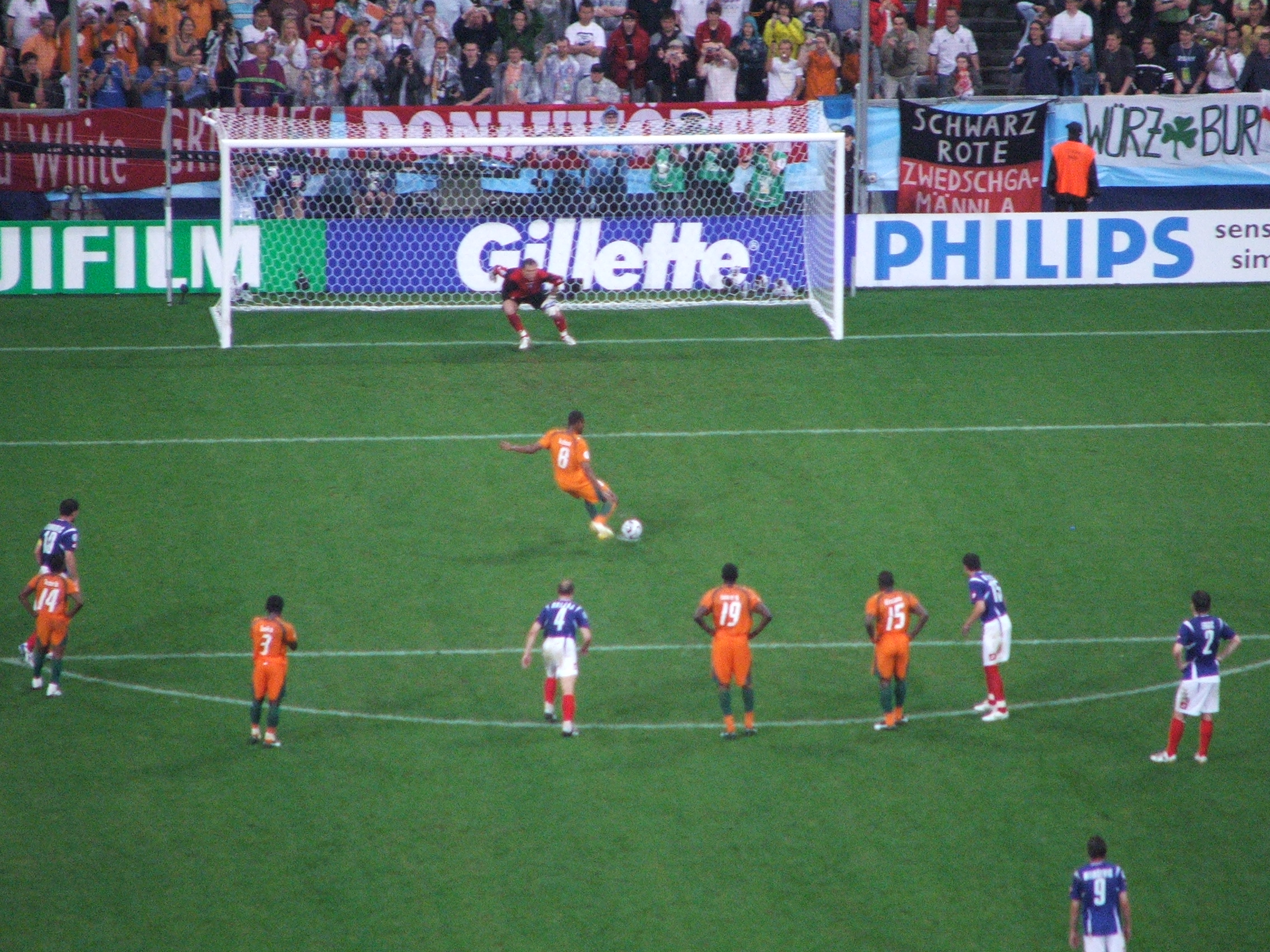
Kalou sparkade in det vinnande 3-2-målet mot Serbien-Montenegro vid fotbolls-VM 2006